# Glória de Sant'Anna
Glória de Sant'Anna, (Lisboa, 26 de maio de 1925 — Válega, 2 de junho de 2009) foi uma poeta portuguesa. Casou-se em 1949 com o arquitecto Afonso Henriques Manta Andrade Paes (1924-1987) e viveu em Moçambique de 1951 a 1974, em Porto Amélia (atualmente Pemba) e Vila Pery (hoje Chimoio).

## Obra

### Poesia
- Distância (1951)
- Música Ausente (1954)
- Livro de Água (1961)
- Poemas do Tempo Agreste (1964)
- Um Denso Azul Silêncio (1965)
- Desde que o Mundo e 32 poemas de intervalo (1972)
- Amaranto (1983)
- Não eram Aves Marinhas (1988)
- Solamplo (2000)
- Algures no Tempo (2005)
- E nas Mãos Algumas Flores (2007)
- Trinado para a Noite que Avança (2009)
- GRITOACANTO 1970-1974 (2010)

### Prosa
- ...Do Tempo Inútil (1975)
- Ao Ritmo da Memória (2002)

### Contos
- Chico Simba
- Zum-Zum (1995)
- O Pelicano Velho (2003)

### Antologias
- Poesía en acción : poesía mozambicana del siglo XX  / / sel., trad. Piero Xosé Lois García Fernández - Zaragoza : Olifante, 1987

- A ilha de Moçambique na voz dos poetas / / comp. Nelson Saúte, António Sopa. - Lisboa : Edições 70, 1992

- Antologia do mar na poesia africana de língua portuguesa do século XX : Moçambique, São Tomé e Príncipe, Guiné-Bissau / / coord. Carmen Lúcia Tindó Ribeiro Secco. - Rio de Janeiro : UFRJ, 1999

## Prémios
- Prémio Camilo Pessanha (1961)